# Milano-Vignola 1967
La Milano-Vignola 1967, quindicesima edizione della corsa, si svolse il 25 aprile 1967 per un percorso totale di 243 km, con partenza da Rogoredo ed arrivo a Vignola. La vittoria fu appannaggio del tedesco Rudi Altig, il quale completò la gara in 5h20'00", alla media di 45,562 km/h, precedendo l'italiano Bruno Mealli ed il danese Ole Ritter.

## Ordine d'arrivo (Top 10)
| Pos. | Corridore          | Squadra    | Tempo    |
| ---- | ------------------ | ---------- | -------- |
| 1    | Rudi Altig         | Molteni    | 5h20'00" |
| 2    | Bruno Mealli       | Salamini   | a 3"     |
| 3    | Ole Ritter         | Germanvox  | s.t.     |
| 4    | Giancarlo Polidori | Vittadello | s.t.     |
| 5    | Pietro Guerra      | Salamini   | s.t.     |
| 6    | Roberto Ballini    | Filotex    | s.t.     |
| 7    | Franco Bitossi     | Filotex    | s.t.     |
| 8    | Vito Taccone       | Germanvox  | a 12"    |
| 9    | Cencio Mantovani   | Salamini   | s.t.     |
| 10   | Vittorio Adorni    | Salamini   | s.t.     |